# Janine Bazin
Janine Bazin, született Janine Kirsch (Párizs, 1923. január 29. – Villeneuve-Saint-Georges, 2003. május 31.) francia film- és televíziós producer a francia új hullám idején. André S. Labarthe-tal együtt producere volt a Cineastes de Notre Temps [Korunk filmesei] című sorozatnak, amelyet 1964 és 1974 között sugároztak. 1980-től a Cinema De Notre Temps [Korunk mozija] című sorozat társproducere volt, és megalapította az Entrevues Belforti Nemzetközi FilmFesztivált. 2006-tól a fesztivál egyik díját róla nevezték el.

## Pályafutása
25 éves korában titkárnői állást vállalt a Travail et Culture egyesület filmosztályán. 1948-ban itt ismerte meg André Bazint, akivel 1949. májusban kötött házasságot. Egy gyermekük született. A házaspár meghatározó szerepet játszott François Truffaut pályafutásában; a későbbi filmrendező a Bazin házaspár beavatkozása nyomán szabadult a háziőrizetből, ahova azért került, mert kétszer is megszökött a katonai szolgálatból.
Férjének 1958-ban bekövetkezetett halála után, 1962. januárban a Radiodiffusion-Télévision Française kutatási osztályának, amelyet Pierre Schaeffer vezetett, elővezette egy olyan műsorsorozat ötletét, amely a francia új hullám fiatal filmeseivel készített interjúkból állt. Az egy órás adásokból álló Cineastes de Notre Temps [Korunk filmesei] című sorozatot 1964-ben kezdték sugározni és 1974-ig tartott, amikor az Office de Radiodiffusion Télévision Française megszüntette. Bazin társproducere André S. Labarthe volt. Ez után Truffaut anyagilag segítette Bazint, amikor az asszony pénz nélkül maradt.
1980-tól kezdve a Cinema De Notre Temps című sorozat társproducere volt Labarthe-tal. Innen adódott egy közreműködés az Une journée d'Andreï Arsenevitch című filmben, Chantal Akerman önarcképéban, Chris Marker Andrej Tarkovszkijról szóló filmjében, és több más projektben John Cassavetes, Hou Hsiao-hsien és Éric Rohmer részvételével. Ugyanabban az évben Bazin megalapította z Entrevues Belforti Nemzetközi FilmFesztivált. Jean-Pierre Chevènement polgármester támogatásával 1986-tól kezdve a fesztivált évente megrendezett versennyé alakította át.

## Emlékezete
Jean-Luc Godard rendező szerint Bazin „csillag, amely beragyogta a film történetét”. Antoine du Baecque így írt róla a Libération-ban: „Janine B. nem alkotott semmilyen művet, filmet, szöveget vagy könyvet. Mégis mindenki elismerte alkotói szerepét olyannyira, hogy úgy tartották, ez az apró nő a francia film egyik nagyasszonya.” A Le Monde-ban Jean-François Rauger azt írta, hogy másokkal együtt a televíziózás új, különleges útján indult el. Róla nevezték el a legjobb előadónak járól Janine Bazin-díjat a bellefort-i filmfesztiválon.

## Fordítás
Ez a szócikk részben vagy egészben  a   Janine Bazin című angol Wikipédia-szócikk ezen változatának fordításán alapul.  Az eredeti cikk szerkesztőit annak laptörténete sorolja fel. Ez a jelzés csupán a megfogalmazás eredetét és a szerzői jogokat jelzi, nem szolgál a cikkben szereplő információk forrásmegjelöléseként.